# Acontia delphinensis
Acontia delphinensis är en fjärilsart som beskrevs av Pierre E.L. Viette 1968. Acontia delphinensis ingår i släktet Acontia och familjen nattflyn. Inga underarter finns listade i Catalogue of Life.